# Cree Cicchino

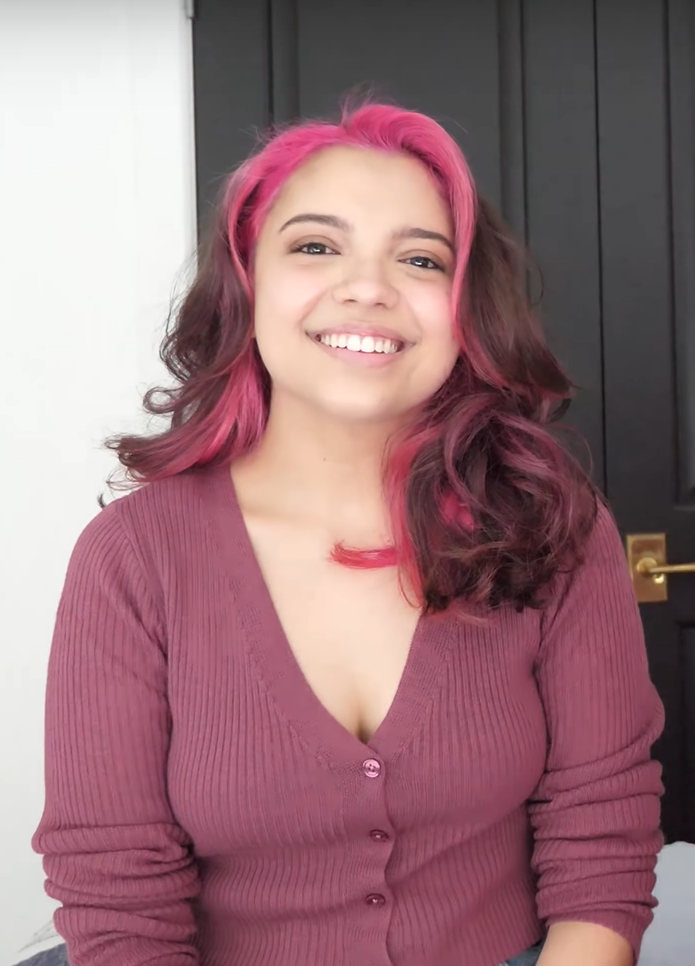
Cree Cicchino (2022)

Cree Cicchino (* 9. Mai 2002 in Queens, New York) ist eine US-amerikanische Schauspielerin und Tänzerin.

## Leben
Cicchino wurde in New York geboren. Ihr Opa stammt aus Ecuador und wanderte in die USA ein. Sie hat eine Zwillingsschwester namens Joyce.
Sie begann im Alter von vier Jahren mit dem Tanzen. Ihre Schauspielkarriere begann, als ihre Mutter sie bei einer Sketch-Comedy-Gruppe anmeldete. Von 2015 bis 2019 verkörperte sie in der von Dan Schneider produzierten Fernsehserie Game Shakers – Jetzt geht’s App die Hauptrolle der Babe Carano, die zusammen mit ihrer besten Freundin Kenzie (Madisyn Shipman) eine Spielefirma gründet. In dieser Rolle war sie 2017 auch in einem Crossover mit der Serie Henry Danger zu sehen.
Von 2019 bis 2020 war sie als Schülerin Marisol in der Comedyserie Mr. Iglesias, welche den gleichnamigen Lehrer begleitet, zu sehen.

## Filmografie
- 2015: Nickelodeons Superstars Superweihnachten (Nickelodeon’s Ho Ho Holiday Special, Fernsehfilm)
- 2015–2017: Whisker Haven Tales with the Palace Pets (Fernsehserie, 4 Folgen, Sprechrolle)
- 2015–2019: Game Shakers – Jetzt geht’s App (Game Shakers, Fernsehserie, 61 Folgen)
- 2017: Nickelodeon’s Not So Valentine’s Special (Fernsehfilm)
- 2017: Henry Danger (Fernsehserie, Folge 4x04 Danger Games)
- 2018: Me, Myself and I (Fernsehserie, Folge 1x13 There She Goes)
- 2019–2020: Mr. Iglesias (Fernsehserie, 22 Folgen)
- 2020: The Sleepover
- 2021–2022: And Just Like That … (Fernsehserie, 7 Folgen)
- 2022: Stay Awake
- 2022: Robot Chicken (Fernsehserie, Folge 11x15 May Cause a Squeakquel, Sprechrolle)
- 2022–2023: Big Sky (Fernsehserie, 13 Folgen)
- 2023: #FBF
- 2024: Schlaft gut, ihr fiesen Gedanken (Turtles All the Way Down)
- 2025: Twinless